# Isla Pitcairn
La isla Pitcairn, junto con la isla Henderson, el atolón Oeno y la isla Ducie, forman la colonia británica de las islas Pitcairn. La isla es famosa por sus habitantes, la mayoría descendientes de los amotinados del HMS Bounty.

## Geografía

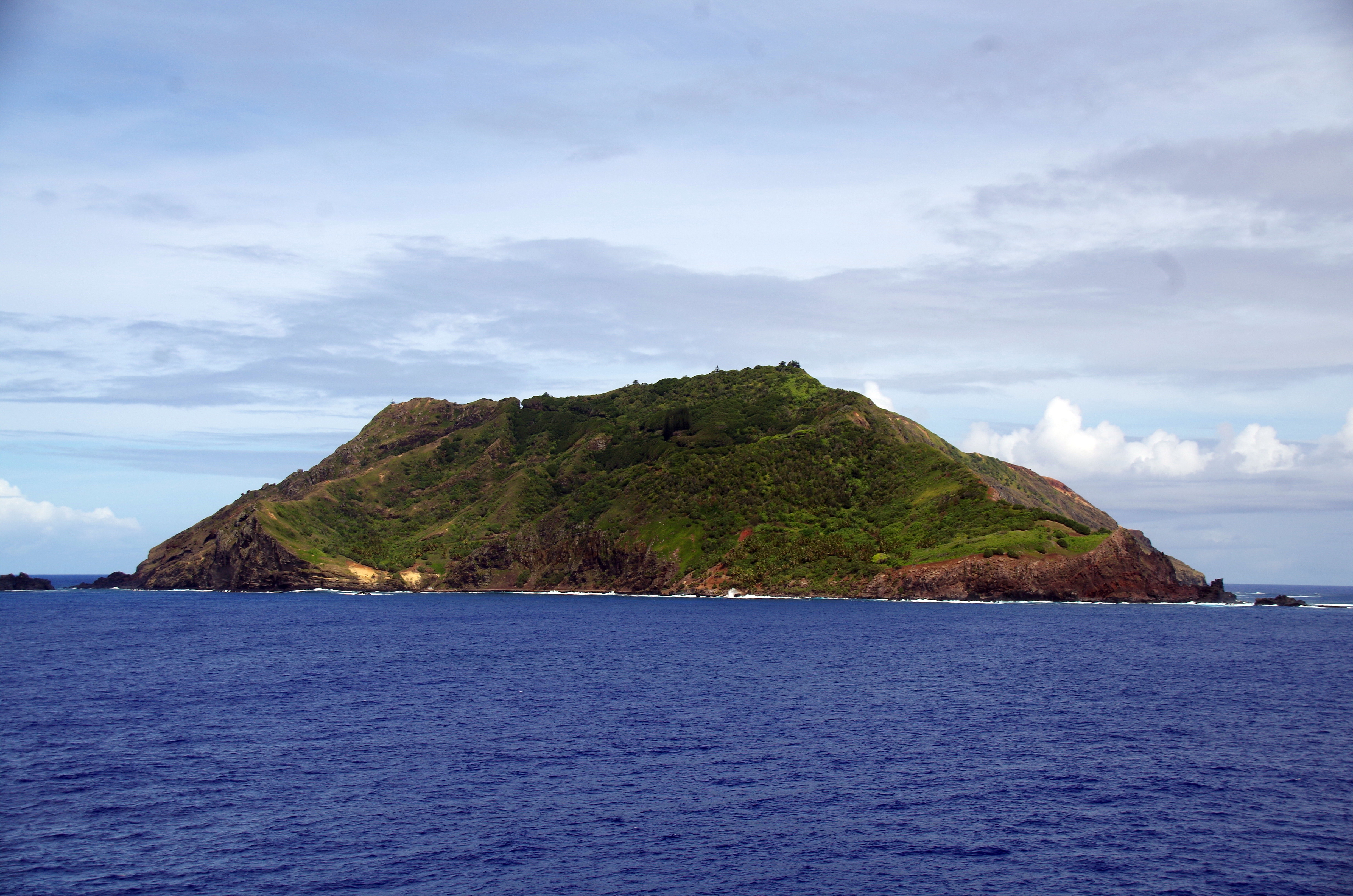
Isla Pitcairn, 2017.

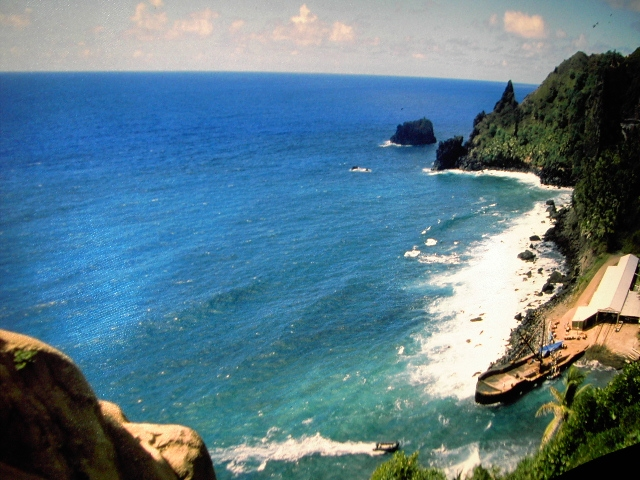
Isla Pitcairn.

Con solo 4,6 km², es uno de los lugares habitados más remotos del mundo. Las islas habitadas más cercanas son la isla de Pascua, 2.000 km al este, y la isla Mangareva, 500 km al oeste.
La isla es de origen volcánico, con una costa de acantilados abruptos. Contrariamente a muchas otras islas del Pacífico Sur, no está rodeada de arrecifes de coral que protejan la costa. El único acceso es la bahía Bounty, donde existe un pequeño muelle. No tiene ningún puerto ni aeropuerto. El único pueblo es Adamstown, cerca de la bahía Bounty.
El perfil es suave, con una altitud máxima de 346 m sobre el nivel del mar.
El suelo volcánico y el clima tropical con abundantes precipitaciones hacen que el suelo sea productivo. La temperatura media está entre 19 y 24 °C. La precipitación anual es de 1.800 mm.
Como no hay ríos ni lagos, el agua potable se recoge de la lluvia con cisternas.

## Fauna

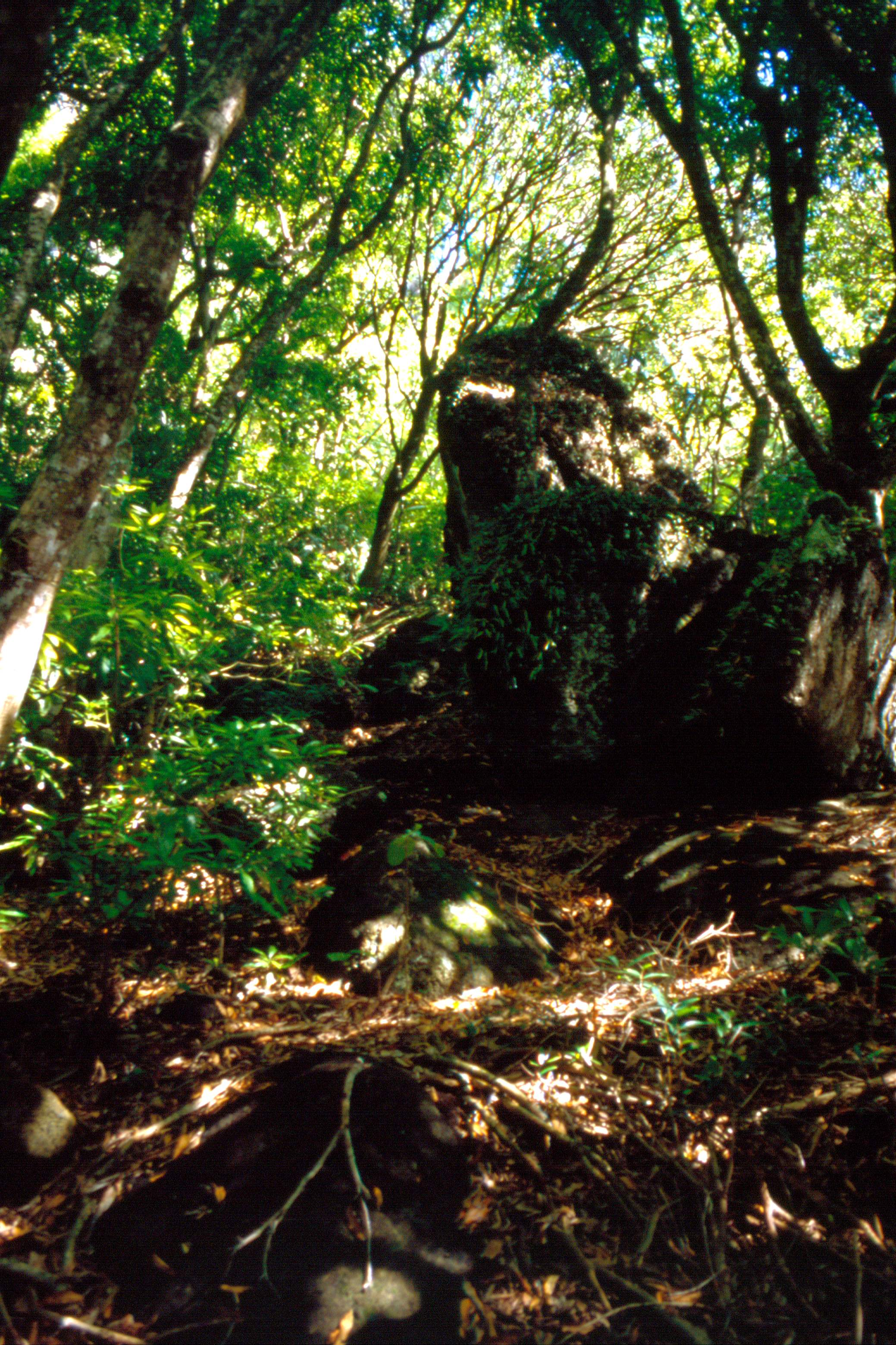
Vegetación propia de la isla.

La fauna terrestre original se limita a insectos y lagartijas. La introducción de ratas se ha convertido en un problema. No hay animales peligrosos para el hombre.
En los escarpados acantilados de la costa anidan gran cantidad de aves marinas.
Debido a la ausencia de arrecifes de coral, la pesca es en mar abierto. Abundan los tiburones, doradas, barracudas y atunes. Una vez al año se ven migraciones de ballenas.

## Historia
En 1790, los amotinados del  HMS Bounty  y sus compañeras tahitianas se establecieron en la isla. El hecho de que el descubridor, Philip Carteret, calculara mal su situación, y el perfil difícilmente accesible de la isla, ayudaron a que no fueran descubiertos. El grupo consistía en nueve amotinados: el jefe Fletcher Christian, Ned Young, Alexander Smith, Matthew Quintal, William McCoy, William Brown, Isaac Martin, John Mills y John Williams. Hoy la mayoría de habitantes de Pitcairn continúan llevando estos apellidos. También los acompañaban seis tahitianos y trece tahitianas. Los amotinados vaciaron el  Bounty  y le prendieron fuego en la bahía Bounty, donde posteriormente se han encontrado los restos.
Aunque aprendieron a sobrevivir bastante confortablemente, las enfermedades y la violencia provocaron conflictos. Una de las causas de la violencia se basaba en el hecho de que era menor el número de mujeres que de hombres, y también por el reparto de la isla, que se hizo entre las familias de los amotinados, dejando de lado a los hombres tahitianos.
A los nueve años solo quedaban dos de los amotinados, once mujeres tahitianas y sus hijos. Un año antes de morir Young de enfermedad, enseñó a leer a Alexander Smith utilizando la Biblia del  Bounty .
En el año 1808, dieciocho años después de establecerse en la isla, los colonos fueron descubiertos por el capitán estadounidense Mayhew Folger del Topaz. El capitán, fue recibido por Thursday October Christian, el hijo mayor de Fletcher Christian, quedó impresionado por la próspera comunidad de mujeres y niños bajo la tutela de Smith. Este había fundado una escuela donde la enseñanza de la Biblia era una parte importante. La Marina inglesa consideró que el encarcelamiento de Adams sería un acto cruel e inhumano para el resto de la comunidad. Alexander Smith murió en 1829.
El 1831 los isleños abandonaron Pitcairn para emigrar a Tahití, pero volvieron seis meses más tarde, incapaces de adaptarse a una nueva isla.
El 1838, Pitcairn se convirtió en la primera colonia británica en el Pacífico y también el primer territorio en reconocer el derecho de voto a las mujeres.
La superpoblación, con 193 habitantes en el año 1856, fue un problema. Toda la comunidad se trasladó a la isla Norfolk, entre Nueva Zelanda y Australia. Cinco años más tarde, cuarenta y cuatro habían regresado a Pitcairn, hasta que se prohibió la inmigración.
En 1887 Gran Bretaña anexionó oficialmente la isla, poniéndola bajo la jurisdicción del gobernador de Fiyi. Desde 1970 el gobernador de Pitcairn es el Alto Comisionado de Nueva Zelanda.
Actualmente, la viabilidad de la colonia es puesta en duda después de las alegaciones de abusos sexuales durante años a menores de edad. En octubre de 2004 seis hombres, incluido el alcalde Steve Christian, fueron acusados de violación y abusos a menores.

## Población

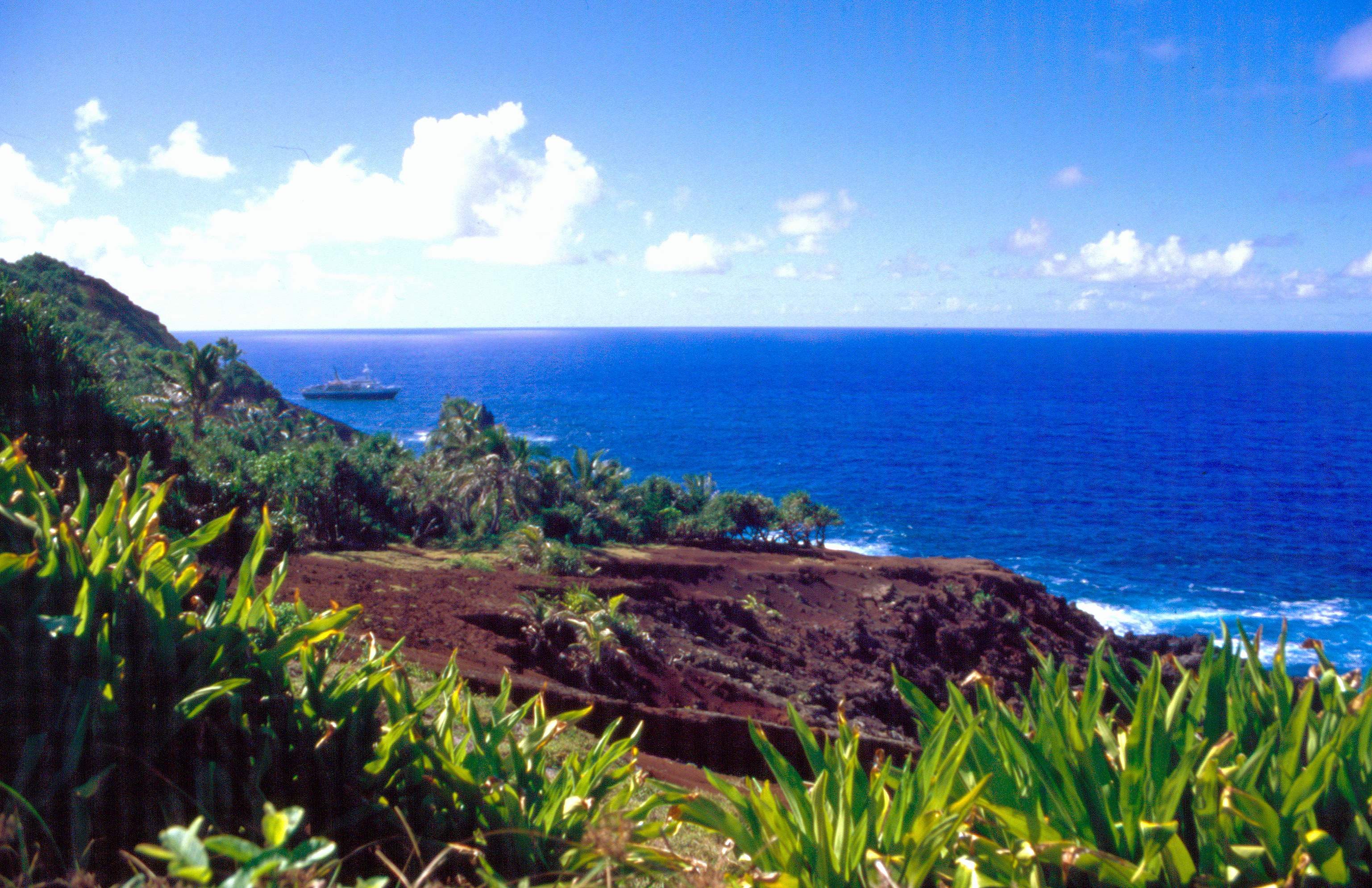
Costa de la isla

La mayoría de los residentes en Pitcairn son descendientes de los amotinados del  Bounty  y de sus compañeras tahitianas, y residen exclusivamente en la aldea de Adamstown. Son mestizos europeos y polinesios. Hay un alto grado de relaciones familiares entre la población. También tienen estrechas relaciones con la isla de Norfolk. Después de una máxima población de 233 habitantes en 1937, la emigración, sobre todo en Nueva Zelanda, ha reducido la población a 35 habitantes en 2023.
Todos los habitantes son miembros de la Iglesia Adventista del Séptimo Día. La sociedad sigue unas costumbres puritanas que incluyen la prohibición del alcohol y de los bailes.
La lengua de Pitcairn es una lengua criolla derivada del inglés del siglo XVIII con elementos de tahitiano. Se habla como lengua materna y se enseña junto con el inglés estándar. Está estrechamente relacionada con la lengua criolla de la isla Norfolk, debido al repoblamiento a mediados del siglo XIX por los isleños de Pitcairn.

## Infraestructuras
En Pitcairn no hay puerto ni aeropuerto. Los isleños acceden a los ferris anclados en mar abierto con barcas desde la bahía Bounty.
No hay carreteras, solo caminos sin asfaltar por donde circulan algunos vehículos todo terreno.
Una central telefónica proporciona el servicio de telefonía local. Las comunicaciones con el exterior se hacen con teléfonos vía satélite y con estaciones de radioaficionado. Se dispone de una conexión a internet vía satélite. El código de dominio de Pitcairn es «.Pn».
En Adamstown se pueden encontrar las siguientes edificaciones:
- Una escuela con un pequeño museo
- Una clínica
- Un ayuntamiento
- Un templo de la Iglesia Adventista del Séptimo Día
- Una oficina postal
- Una comisaría de policía

## Economía
El suelo fértil produce una variedad de frutos y hortalizas: cítricos, caña de azúcar, sandías, bananas, ñames y judías o Frijoles.
La mayor parte de ingresos provienen de la venta de sellos para coleccionistas, la utilización del nombre de dominio en internet y el comercio con los barcos de paso. Tres veces al año los barcos de Gran Bretaña a Nueva Zelanda pasan por Pitcairn, y se aprovecha para el intercambio de bienes y la venta de recuerdos a los pasajeros.

## ElBountyen la cultura popular
Se han hecho versiones literarias y cinematográficas sobre el motín del Bounty; entre ellas:

### Literatura
- Julio Verne publicó en 1879 un cuento corto: Los amotinados del Bounty (Les révoltés de la Bounty). El texto original fue escrito por Gabriel Marcel (1843-1909), un geógrafo de la Biblioteca Nacional de París. El trabajo de Julio Verne fue de corrección. De acuerdo a la información disponible en un documento fechado el 27 de julio de 1879, Verne compró todos los derechos por unos 300 francos.
- Otra versión literaria es Trilogía del Bounty, de C. Nordhoff y J. N. Hall, 1932-1934.
- Existe una versión literaria con una exhaustiva revisión histórica por Caroline Alexander. "La Bounty: la verdadera historia del motín de la Bounty". En castellano Ed. Planeta 2005 ISBN 84-08-05392-2
- La última adaptación literaria fue escrita en 2008, y se titula: Motín en la Bounty, de John Boyne.

### Cine
- La primera versión sobre el evento es la película muda australiana The Mutiny of the Bounty, dirigida por Raymond Longford en 1916.[1]
- La segunda versión, también australiana, es In the Wake of the Bounty, film dirigido por Charles Chauvel en 1933 y protagonizado por Errol Flynn[2] en su primera aparición ante las cámaras.[3]
- La tercera versión, primera estadounidense y de mayor difusión internacional, es Mutiny on the Bounty (1935), basada en las novelas de Nordhoff y Hall. Dirigida por Frank Lloyd y protagonizada por Charles Laughton y Clark Gable.[4] Fue estrenada en España como Rebelión a bordo.
- La cuarta versión, más conocida, es Mutiny on the Bounty (1962), dirigida por Lewis Milestone y protagonizada por Marlon Brando, Trevor Howard y Richard Harris. Su argumento está igualmente basado en las novelas de Nordhoff y Hall.[5]
- La quinta y más reciente es The Bounty (1984), dirigida por Roger Donaldson y protagonizada por Anthony Hopkins, Mel Gibson, Laurence Olivier, Liam Neeson y Daniel Day-Lewis.[6]
- En la película Star Trek IV: Misión: salvar la Tierra, hay una referencia hacia este velero, cuando la tripulación rebautiza la nave Klingon con la que vuelven de Vulcano a la Tierra con el nombre de "HMS Bounty".[7]

### Televisión
- La historia del Bounty es contada en el capítulo de Los Simpson "The Wettest Stories Ever Told".